# Aleksandr Sapega
Alexander Sapéga, född 23 mars 1981, är en rysk bandyspelare. Hans moderklubb är HK Jenisej Krasnojarsk.

## Klubbar
- 1999/2000: HK Jenisej Krasnojarsk, Ryssland
- 2000/2001: HK Jenisej Krasnojarsk, Ryssland
- 2001/2002: HK Jenisej Krasnojarsk, Ryssland
- 2002/2003: HK Jenisej Krasnojarsk, Ryssland
- 2003/2004: HC Kuzbass, Ryssland
- 2004/2005: HC Kuzbass, Ryssland
- 2005/2006: HC Kuzbass, Ryssland
- 2006/2007: HC Kuzbass, Ryssland